# Denar macédonien
Pour les articles homonymes, voir MKD.
Le  denar (en macédonien денар, MKD selon la norme ISO 4217) est la monnaie nationale de la Macédoine du Nord, depuis 1993. Le denar est divisé en 100 deni (дени), mais aucune pièce n'existe en deni, depuis le retrait de la pièce de 50 deni en 2013.
Le nom du denar vient de l'ancien dinar yougoslave qu'il a remplacé en 1992. C'est l'un des noms de monnaies hérités du denier antique et médiéval.

## Taux de change par rapport à l'euro
Valeurs au 24 juin 2011 :
- 1 EUR = 61.3644 MKD
- 1 MKD = 0.0163 EUR

Valeurs au 25 juillet 2017 :
- 1 EUR = 61.5088 MKD
- 1 MKD = 0.0162 EUR

Valeurs au 19 mars 2021 :
- 1 EUR = 61.66 MKD
- 1 MKD = 0.016 EUR

## Histoire du denar
La Macédoine du Nord a proclamé son indépendance vis-à-vis de la Yougoslavie le 20 novembre 1991. L'instauration d'une monnaie nationale devient alors essentielle. Le denar est introduit le 26 avril 1992, avec un taux de change à 1:1 avec le dinar yougoslave pendant trois jours. Le 30 avril à 20 heures, le dinar yougoslave n'a plus cours sur le territoire de la république.
À ses débuts, le denar n'existe que sous forme de coupons, et il doit faire face à une inflation très élevée, en moyenne de 83 % par mois. Le gouvernement macédonien prend rapidement des mesures drastiques, comme la fixation du cours du denar sur celui du mark allemand (27:1) et le gel des prix de l'énergie et de la nourriture. Après quatre mois, le taux d'inflation est descendu à 8 % par mois et les mesures prises par le gouvernement sont couronnées de succès puisque le denar est désormais une monnaie viable. En mai 1993, un nouveau denar est introduit, il vaut 100 anciens denars.
En 1998, le denar est fixé à l'euro, et son taux de change demeure fixe depuis. L'euro est accepté en Macédoine du Nord pour les sommes importantes, mais le denar reste toujours utilisé pour les petites transactions.

## Billets de banque
Les billets actuellement en circulation furent dessinés en 1996 et les billets de 1 000 et 500 denars ont été refaits en 2003.
Les billets de 10, 50 et 100 denars sont imprimés par la Banque nationale de la République de Macédoine (Народна банка на Република Македонија), tandis que les billets de 500, 1000 et 5000 denars sont imprimés par De La Rue, au Royaume-Uni. Les billets sont protégés de la contrefaçon notamment par du filigrane, de l'impression en taille-douce, du micro-texte et de l'encre optiquement variable.
| Recto | Verso | Valeur      | Recto | Verso |
| ----- | ----- | ----------- | --- | --- |
|       |       | 10 denars   | Statue égyptienne de la déesse Isis, du IIIe siècle av. J.-C. et découverte à Ohrid où elle a été importée pendant l'Antiquité, et boucle d'oreille découverte à Berantsi, près de Bitola, dans une tombe du IVe siècle av. J.-C. | Mosaïque du baptistère de la basilique de Stobi, du Ve et VIe siècles. Le paon symbolise le Paradis.                                                                     |
|       |       | 50 denars   | Pièce de monnaie en cuivre de l'empereur byzantin Anastase Ier et arche en stuc de l'église Saint-Pantaleimon de Nerezi, à Skopje.                                                                                                | Fresque de l'Archange Gabriel dans l'église Saint-Georges de Kourbinovo, sur les rives du lac Prespa.                                                                    |
|       |       | 100 denars  | Rosette en bois sculpté, située au plafond d'une maison albanaise de Debar, typique de l'ornementation des maisons bourgeoises du XIXe siècle.                                                                                    | Gravure représentant Skopje, réalisée par le Hollandais Jacobus Harevin en 1594, et aujourd'hui exposée à Nuremberg, Allemagne.                                          |
|       |       | 500 denars  | Masque funéraire en or découvert dans la tombe aristocratique de Trebenichta, du VIe siècle av. J.-C. | Fleur de pavot somnifère, plante introduite en 1835 et toujours cultivée, notamment autour de Kavadartsi, Gevgelija et Vélès.                                            |
|       |       | 1000 denars | Icône de la Vierge à l'Enfant du XIVe siècle, conservée dans l'église de Saint-Vratchi, à Ohrid. | Détail de la cathédrale Sainte-Sophie d'Ohrid, construite au Xe et XIe siècles.                                                                                          |
|       |       | 5000 denars | La Ménade de Tetovo (figurine de bronze découverte dans une tombe du VIe siècle av. J.-C., liée au culte de Dionysos). | Mosaïque de la grande basilique d'Héracléa Lyncestis (ancienne Bitola), représentant l'Univers chrétien. Cerbère, le chien gardien de l'Enfer, est attaché à un figuier. |